# Pallacanestro Cantù 1978-1979
Questa voce raccoglie le informazioni riguardanti la Pallacanestro Cantù nelle competizioni ufficiali della stagione 1978-1979.

## Stagione
La stagione 1978-1979 della Pallacanestro Cantù sponsorizzata Gabetti, è la 24ª nel massimo campionato italiano di pallacanestro, la Serie A1.
Dopo che per due anni consecutivi si arrivò vicino al traguardo scudetto, nacque la convinzione di poter puntare al tricolore, operando alcuni aggiustamenti. Per questo vennero salutati con sofferenza Bob Lienhard, Harthorne Wingo e Franco Meneghel e al loro posto vennero ingaggiati Renzo "Barabba" Bariviera, John "Crazy Horse" Neumann e Dave Batton.
La stagione non iniziò nel migliore dei modi, infatti alla fine del girone di andata Cantù era riuscita a collezionare solo sei vittorie. Nel girone di ritorno si vide un'altra squadra capace di conquistare il terzo posto in stagione regolare e di superare i quarti di finale di Coppa delle Coppe. In semifinale venne superato nuovamente il Barcellona e così i canturini accedettero alla loro terza finale consecutiva contro gli olandesi del Den Bosch, che vennero sconfitti nella finale del 22 marzo a Parenzo, regalando al presidente Aldo Allievi la terza Coppa delle Coppe consecutiva. Per il campionato italiano i canturini si concentrarono sui playoff, per la prima volta senza più con la fase intermedia, dove partecipavano le prime otto squadre qualificatesi nella stagione regolare. L'avventura però durò poco perché la Pallacanestro Cantù fu costretta ad arrendersi all'Arrigoni Rieti.

## Roster

I due neoacquisti statunitensi Johnny Neumann e Dave Batton

| N° | Naz.                   | Ruolo | Sportivo             |  |  |  |  |
| -- | ---------------------- | ----- | -------------------- |  |  |  |  |
| 4  | Italia (bandiera)      | A     | Denis Innocentin     |  |  |  |  |
| 6  | Italia (bandiera)      | G     | Carlo Recalcati      |  |  |  |  |
| 7  | Stati Uniti (bandiera) | AP    | Johnny Neumann       |  |  |  |  |
| 8  | Italia (bandiera)      | AG    | Fabrizio Della Fiori |  |  |  |  |
| 9  | Italia (bandiera)      | C     | Renzo Tombolato      |  |  |  |  |
| 10 | Italia (bandiera)      | GA    | Giorgio Panzini      |  |  |  |  |
| 11 | Italia (bandiera)      | PG    | Umberto Cappelletti  |  |  |  |  |
| 12 | Italia (bandiera)      | G     | Antonello Riva       |  |  |  |  |
| 13 | Stati Uniti (bandiera) | C     | Dave Batton          |  |  |  |  |
| 14 | Italia (bandiera)      | P     | Pierluigi Marzorati  |  |  |  |  |
| 15 | Italia (bandiera)      | AG    | Renzo Bariviera      |  |  |  |  |
| -  | Italia (bandiera)      | PG    | Paolo Porro          |  |  |  |  |
|    | Italia (bandiera)      | ALL.  | Arnaldo Taurisano    |  |  |  |  |

## Mercato
| Acquisti | Acquisti        | Acquisti            | Acquisti   |
| R.       | Nome            | da                  | Modalità   |
| -------- | --------------- | ------------------- | ---------- |
| AG       | Renzo Bariviera | S.C. Gira           | definitivo |
| AP       | Johnny Neumann  | Free agent          | definitivo |
| C        | Dave Batton     | Notre Dame F. Irish | definitivo |
| GA       | Giorgio Panzini | Stamura Ancona      | definitivo |

| Cessioni | Cessioni         | Cessioni      | Cessioni       |
| R.       | Nome             | a             | Modalità       |
| -------- | ---------------- | ------------- | -------------- |
| C        | Bob Lienhard     | Blu Treviglio | fine contratto |
| AC       | Harthorne Wingo  | Basket Mestre | fine contratto |
| A        | Franco Meneghel  | Alpe Bergamo  | fine contratto |
| G        | Giuseppe Gergati | Pall. Varese  | fine contratto |

## Risultati
| Coppa delle Coppe 1978-1979 |
| --------------------------- |
| Gabetti Cantù3º titolo      |